# Hamataliwa porcata
Hamataliwa porcata là một loài nhện trong họ Oxyopidae.
Loài này thuộc chi Hamataliwa. Hamataliwa porcata được Eugène Simon miêu tả năm 1898.